# Monnikhuizen (voormalig klooster)

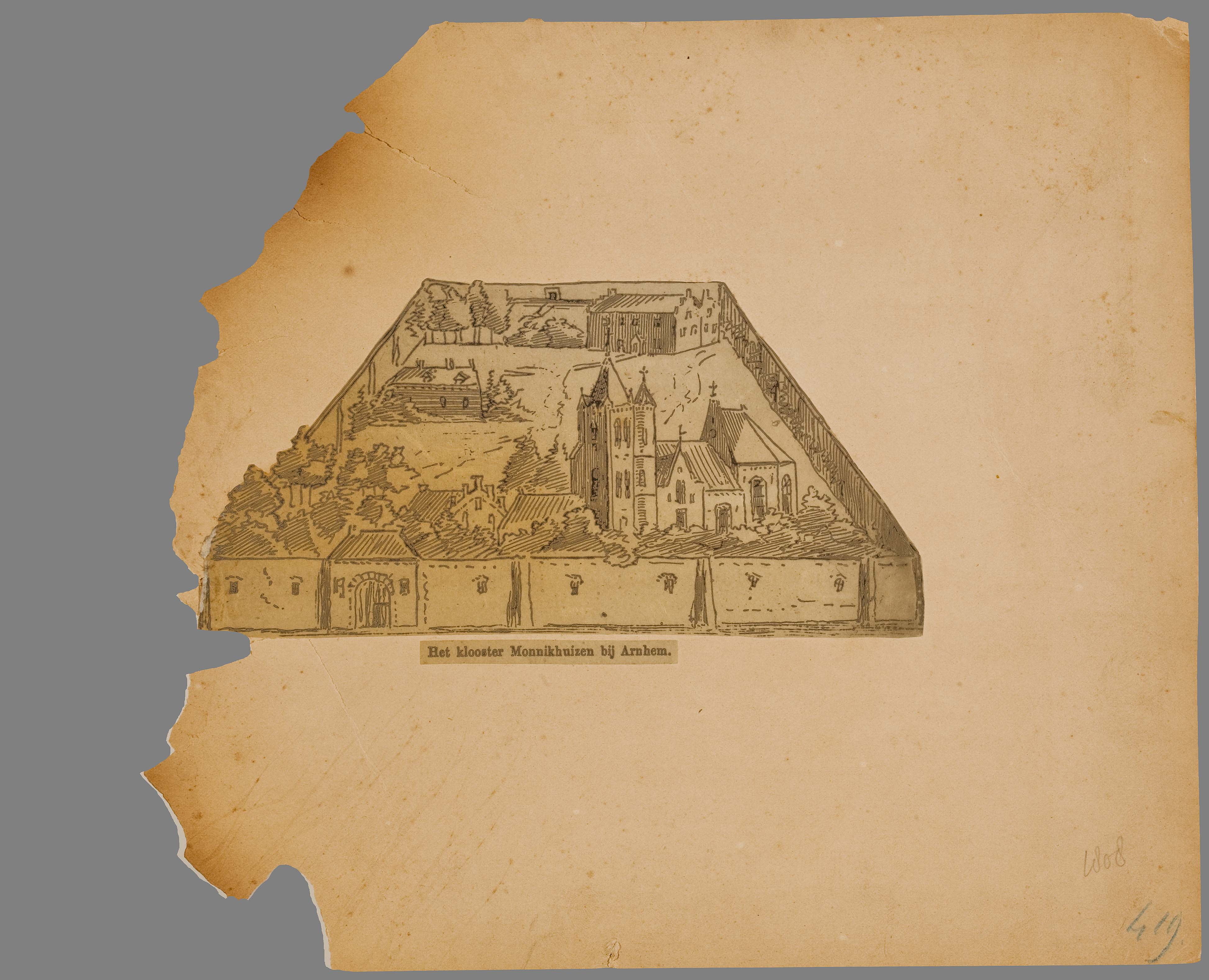
Monnikhuizen

Monnikhuizen is een voormalig kartuizerklooster in Arnhem. Monnikhuizen was het oudste klooster van Arnhem en dateert uit 1342. In 1635 werd het restant samengevoegd met Monnikhuizerbeek waardoor het landgoed Claerenbeek ontstond. Thans resteert nog het huidige park Klarenbeek. 

## Geschiedenis
In de veertiende eeuw groeide de behoefte aan soberheid en zuiverheid in de religieuze praktijk. Daardoor nam de populariteit van de strenge kartuizerorde toe. Het eerste kartuizerklooster in Gelre was Monnikhuizen, in 1342 gesticht door Reinoud II van Gelre.

Het was de bedoeling dat het klooster als laatste rustplaats van hertog Reinoud en zijn echtgenote Eleonora zou dienen, maar door de onrust binnen het hertogdom na het overlijden van Reinald is dat niet gelukt. Pas in 1400 werd het eerste lid van de hertogelijke familie in het klooster begraven: Catharina van Beieren, echtgenote van hertog Willem. Twee jaar later volgde de hertog zelf. Ook de hertogen Reinald IV en Arnold van Egmont vonden in het klooster hun laatste rustplaats. Van hertog Karel van Gelre zijn in 1538 alleen de ingewanden in Monnikhuizen bijgezet.

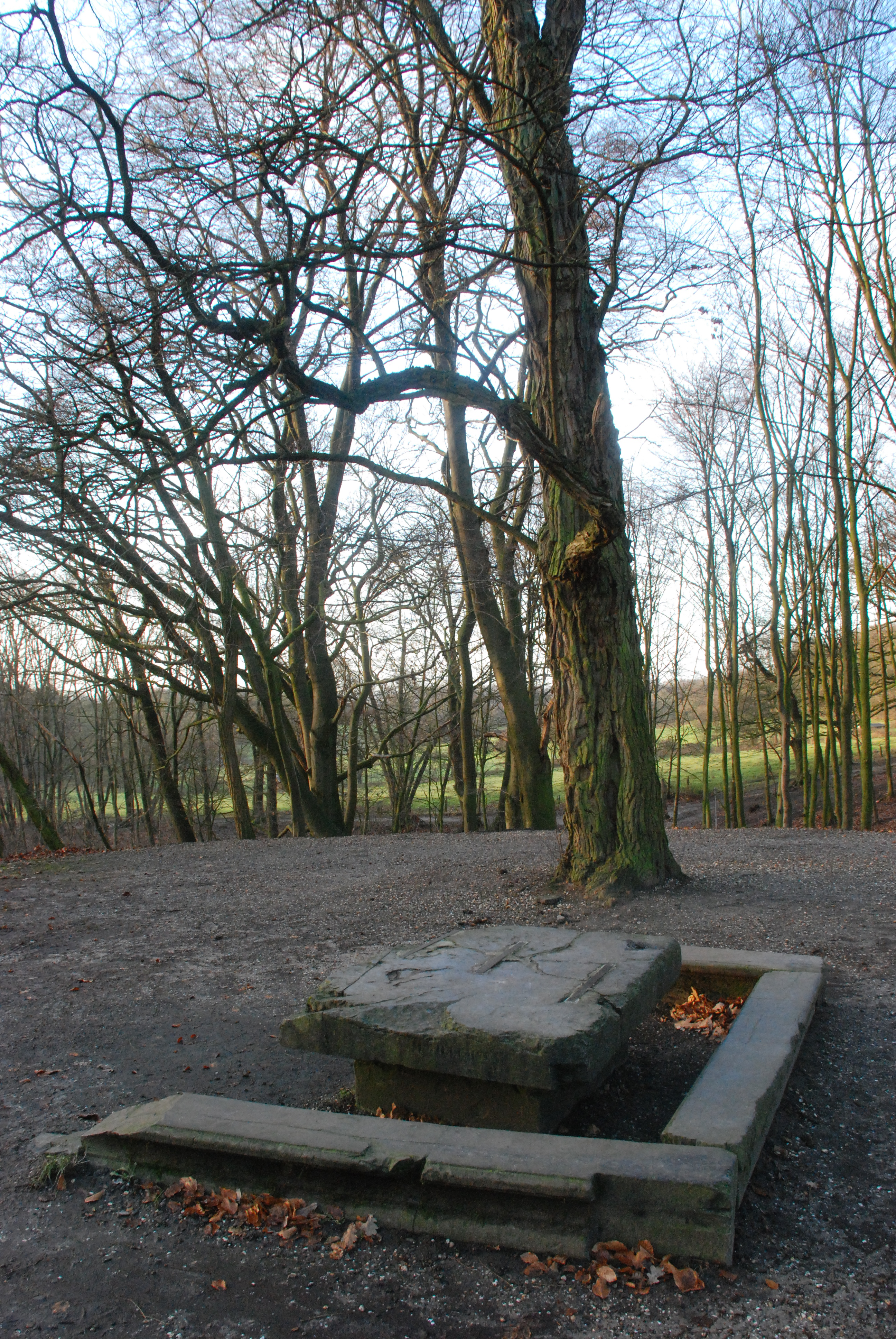
De Stenen Tafel

Het klooster speelde een rol in de ontginningen ten noordoosten van Apeldoorn. Mogelijk was Schoonbroek een uithof of spieker dat vanuit het klooster was gesticht.
Geert Grote verbleef eind 14e eeuw enkele jaren in Monnikhuizen.
Hertog Arnold verbleef met regelmaat in het klooster en zou er ook een eigen cel hebben gehad. Na zijn dood in 1473 liet hij een groot bedrag en kostbare boeken na aan het klooster.
Na de Reformatie bleef er weinig over van de kloostergebouwen. De graven, boeken en het archief zijn vrijwel alle verdwenen. In 1635 kwam het klooster in bezit van Willem Huygens, burgemeester van Arnhem, die sinds 1615 al in het bezit was van het landgoed Monnikhuizerbeek. Hij bracht ze samen tot onder de naam Claerenbeek. 
De Stenen Tafel in park Klarenbeek is oorspronkelijk een grafzerk uit het klooster.  